# Maka (Sénégal)
Pour les articles homonymes, voir Maka.
Maka est une localité du nord du Sénégal, située à 25 km environ au nord-est de Saint-Louis, dans l'estuaire du fleuve Sénégal.

## Histoire
Au cours du XVIIe siècle, le village de Maka était le lieu de résidence du Petit Brak, un dignitaire important du Waalo.

## Administration
Maka fait partie du département de Saint-Louis.